# Wydział Wzornictwa Akademii Sztuk Pięknych w Warszawie
Wydział Wzornictwa Akademii Sztuk Pięknych w Warszawie – jeden z dziewięciu wydziałów Akademii Sztuk Pięknych w Warszawie. Jego siedziba znajduje się przy ul. Myśliwieckiej 8.

## Struktura
- Katedra Podstaw Projektowania
- Katedra Projektowania
- Katedra Historii i Teorii Designu
- Katedra Mody
- Katedra Rzeźby, Rysunki i Malarstwa[3]

## Kierunki studiów
- projektowanie produktu
- projektowanie ubioru

## Władze
- Dziekan – prof. dr hab. Grzegorz Niwiński
- Prodziekan ds. studenckich – dr hab. Agnieszka Rożnowska-Jasiewicz
- Prodziekan ds. kształcenia – dr hab. Magda Kochanowska